# 준미디어
(주)준미디어는 대한민국의 연예 기획사이다. 2012년 대표 장석우의 성범죄 실형 선고 이후 기존 ㈜오픈월드엔터테인먼트(OPEN-WORLD ENTERTAINMENT)에서 상호명을 변경하였으며 역삼동 725-67(혹은 서울 강남구 청담동 13-30)에서 현 위치로 본사를 이전하였다.

## 소속 연예인
- 호람
- X-5: 2012년 12월 계약 해지
- 고주원

## 사건
대표 장석우는 2010년 11월 ~ 2011년 8월까지 연예인 지망생 6명을 성폭행한 사실이 드러났다. 2012년 8월 10일 오후 2시 제418호 법정에서 열린 선고 공판에서 아동·청소년의성보호에관한법률위반(강간 등) 혐의 등으로 징역 6년, 성폭력 치료강의 40시간 이상 수강, 5년간 신상 정보공개 및 2년간 보호관찰을 명령했다. .
강간범